# MFK Lokomotíva Zvolen
El Lokomotíva Zvolen es un club de fútbol eslovaco del Distrito de Zvolen. Fue fundado en 1902 y actualmente juega en la 3. liga, tercera división en el fútbol de Eslovaquia.

## Historia
Obtuvo su licencia para jugar en la federación de Eslovaquia en 2014 tras fusionarse con el TJ Baník Ružiná.